# Либијски динар
Либијски динар (ISO 4217: LYD) је валута Либије. Дели се на 1000 дирхама. У домаћем платном промету означава се скраћеницом LD.
Уведен је 1971. године, када је заменио фунту. Назив у Либији се ретко користи. Чешће се користи назив "јни" или "јнех". Банка Либије издаје кованице од 50, 100, 250 и 500 дирхама, и новчанице од 1/4, 1/2, 1, 5, 10 i 20 динара.